# Åse
Åse est une localité du comté de Nordland, en Norvège.

## Géographie
Administrativement, Åse fait partie de la kommune d'Andøy.